# Beatrice Webbová
Martha Beatrice Webbová, baronka Passfieldová (rozená Potterová, 22. ledna 1858 Gloucestershire – 30. dubna 1943 Liphook), byla anglická socioložka, ekonomka, socialistka, historička a sociální reformátorka, členka Britské Akademie. Byla autorkou pojmu kolektivní vyjednávání. Patřila k zakladatelům univerzity London School of Economics a hrála klíčovou roli při formování Fabiánské společnosti.

## Život
Beatrice Potter se narodila businessmanovi Richardu Potterovi a jeho ženě Lauricině Heyworth. Byla nejmladší z devíti dětí. Její dědeček, Richard Potter st. byl členem Liberální strany. Beatrice byla od mala vzdělávána, velký vliv na její názory měl britský filozof Herbert Spencer. Po smrti matky se musela ujmout spravování rodinného sídla, byla hostitelkou a společnicí svého ovdovělého otce.
Od roku 1882 udržovala vztah s tehdejším předsedou vlády Josephem Chamberlainem. Vztah ovšem brzy skončil a Potterová si po několika letech vzala muže Sidneyho Webba.

### Osobní rozvoj a brzká tvorba
Zápal pro politiku a ekonomiku se v Beatrice Webb projevoval již od jejího dětství. Její otec byl úspěšný podnikatel, což ji umožnilo vzdělávání se skrze konverzace s ním a s jeho obchodními partnery. Již v mladém věku začala zpochybňovat neúprosná pravidla a předpoklady podnikání a gravitovala spíše k socialistickým pohledům na svět. Stejně jako její sestry, Beatrice měla být konvenčně vdaná za bohatého podnikatele či politika, v jejím případě to byl člen Liberální strany Joseph Chamberlain. Tento vztah ovšem nevyšel. Poté se Beatrice začala čím dál tím více věnovat sociální práci a dostala se k názoru, že charitativní organizace nepodstupují vše, co potřebují pro zlepšení situace lidí bez dostatku financí na živobytí. Uvědomila si, že aby mohla pomoci lidem v tísni, bude je muset lépe poznat, a proto se rozhodla, že svému bratranci Charlesi Boothovi pomůže s výzkumem pro jeho knihu The Life and Labour of the people in London, která pojednávala o životech a povoláních dělnické třídy. Poté se v roce 1891 rozhodla, že napíše své vlastní dílo a na svět přišla kniha The Co-operative Movement in Great Britain (Družstevní hnutí ve Velké Británii), která pojednávala o družstevních odborech a kde byl poprvé použit termín kolektivní vyjednávání, což je proces vyjednávání mezi zaměstnavateli a skupinou zaměstnanců, jehož cílem je uzavřít dohody o regulaci pracovních platů, pracovních podmínek, dávek a dalších aspektů odškodnění a práv pracovníků.

### Fabiánská společnost
Během rešerše potřebné pro její dílo potkala svého budoucího manžela Sidneyho Webba, který byl v tu dobu jeden z vůdčích členů Fabiánské společnosti, což je socialistická společnost, která propaguje tzv. Fabiánský socialismus, který odmítá násilí a snaží se dosáhnout socialistické společnosti skrz reformy a ostatní demokratické prostředky. Ihned si padli do oka a Beatrice se zapojila do vedení této skupiny. V roce 1900 se Fabiánská společnost stala zakládajícím členem britské Labouristické strany.
Společně se svým manželem dokázali spoustu věcí. Byli spoluautoři velice důležitých děl včetně Industriální Demokracie (1897) a Historie Družstevních Odborů (1894). Cílem těchto dvou děl bylo představit předním britským ekonomům a sociálním historikům stránku sociálního života, která předtím nebyla zdokumentována. Největší otisk manželů Webbových na britské historii si však vysloužilo založení London School of Economics (1895), která šíří znalosti ekonomiky a sociálních věd i více než sto let po jejím založení.

### Vztah k feminismu
I když se Webb ze začátku nezapojovala aktivně do boje o ženská práva, z jejího deníku je patrné, že k feminismu vnitřně tíhla. Souhlasila s Herbertem Spencrem, že muži mají mentálně navrch, a že je tomu tak především proto, že ženám v této době nebylo umožněno se vzdělávat. Náplní jejich práce byla starost o domácnost a děti. Proto zastávala názor, že je důležité, aby měly ženy přístup ke vzdělání.
Webb žila celý život ve vnitřním konfliktu. Na jednu stranu chtěla manželství a děti, na stranu druhou chtěla být nezávislá a mít kariéru. Každé ráno předtím, než se musela začít starat o domácnost strávila několik hodin studiem. Tento přístup nechápala její rodina, která tvrdila, že si na sebe Beatrice nakládá zbytečná břemena, stejný názor měl také Chamberlain, který dal jasně najevo, že chce mít doma konvenční manželku. Webb ve svém deníku popisuje další vnitřní konflikt, touhu po emočním a sexuálním naplnění ale také potřebu svobody a nezávislosti. Díky tomu, že se provdala, našla částečnou rovnováhu mezi touhou být manželkou a nezávislou, ovšem matkou se nikdy nestala.
Nakonec se i ona sama aktivně zapojila do boje o ženská práva, údajně na popud manžela, který ji v tom podporoval, on sám napsal např. článek „The Alleged Differences in the Wages paid to Men and Women for Similar Work” (Údajné rozdíly ve mzdách vyplácených mužům a ženám za podobnou práci).

## Dílo
- The Co-Operative Movement in Great Britain (1891)
- Women and the Factory Acts (1896)
- The Abolition of the Poor Law (1918)
- Wages of Men and Women: Should they be Equal? (1919)
- My Apprenticeship (1926)
- A new Reform Bill (1931)
- The Diaries of Beatrice Webb (2000), vybrané záznamy editované Normanem a Jeanne Mackenzieovými a zkrácené Lynn Knight. Publikováno společností Virago ve spojení s LSE: London. Zahrnuje období od roku 1873 do roku 1943; deníky jsou také k dispozici ve strojopisném a rukopisném faxu v digitální knihovně LSE

#### Společné práce Beatrice a Sidneyho Webbových
- History of Trade Unionism (1894)
- Industrial Democracy (1897)
- The Webbs' Australian Diary (1898)
- English Local Government Vol. I-X (1906 through 1929)
- The Manor and the Borough (1908)
- The Break-Up of the Poor Law (1909)
- English Poor-Law Policy (1910)
- The Cooperative Movement (1914)
- Works Manager Today (1917)
- The Consumer's Cooperative Movement (1921)
- Decay of Capitalist Civilization (1923)
- Methods of Social Study (1932)